# Josef Crha
Josef Crha (15 aprile 1927 – 12 febbraio 1998) è stato un calciatore cecoslovacco, di ruolo attaccante.

## Carriera

### Club
Ha sempre giocato nel campionato cecoslovacco.

### Nazionale
Ha collezionato 13 presenze in Nazionale.